# Ruapehu

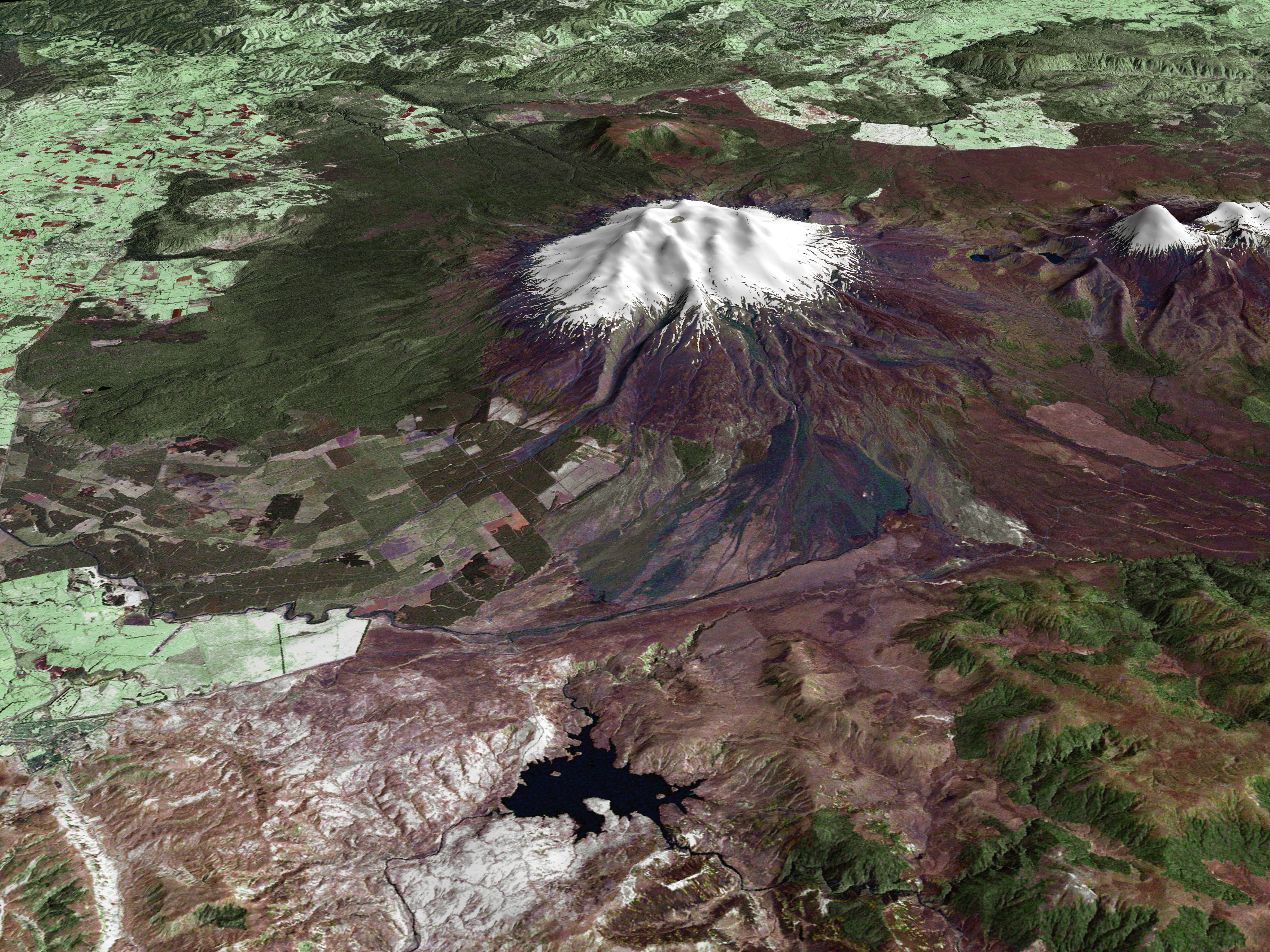
Złożone zdjęcie satelitarne wulkanu Ruapehu

Ruapehu (Mt. Ruapehu) – czynny wulkan na Wyspie Północnej w Nowej Zelandii, wysokość 2797 m n.p.m. Od 2000 m n.p.m. leży stała pokrywa śnieżna. W kraterze znajduje się jezioro, które stale paruje. Stąd wzięła się nazwa wulkanu, w języku maoryskim Ruapehu znaczy „Wybuchające Jezioro”.
Wulkan ten należy do najbardziej aktywnych na Ziemi i jest największym wulkanem Nowej Zelandii. Jego pierwsza erupcja nastąpiła ok. 250 tys. lat temu. W kraterze znajduje się ciepłe jezioro, które wyparowuje po wybuchu, po czym spływająca z otaczających lodowców woda powoli wypełnia go ponownie. Tak było podczas wybuchu w 24 grudnia 1953, kiedy to wybuch wulkanu uwolnił tysiące ton wody, które wylały się z jeziora i po zboczu już w postaci lawiny błota, dotarły do pobliskiej rzeki Whangaehu, gdzie wezbrana woda zawaliła most kolejowy. Kilka minut po tym wydarzeniu do rzeki wpadł pociąg powodując największą w historii Nowej Zelandii katastrofę znaną jako katastrofa w Tangiwai, w której zginęło 151 osób.
Kolejne erupcje miały miejsce w 1995 i 1996 roku, jednak nie spowodowały one zniszczeń, jedynie ośrodek narciarski był czasowo zamknięty. Na stoku wulkanu zainstalowano pierwszą Web kamerę znaną jako ‘VolcanoCam’.
W 1990 r. wulkan stał się miejscem kolejnej tragedii, kiedy to 6 żołnierzy z pobliskiej jednostki miało szkolenie z przetrwania. Na stoku góry zaskoczyło ich gwałtowne załamanie pogody. Próbując wrócić do jednostki wszyscy zginęli w zamieci. W tym samym czasie japoński turysta, którego zaskoczyła ta zamieć, wykopał w śniegu norę, w której przeżył kilka dni aż uspokoiła się pogoda, po czym o własnych siłach dotarł do ośrodka narciarskiego.
Wulkan Ruapehu leży wraz z dwoma innymi Tongariro i Ngauruhoe w obszarze Parku Narodowego Tongariro, który jest najstarszym parkiem narodowym W Nowej Zelandii, założonym w 1894 r.
Ruapuehu odgrywał rolę Samotnej Góry w ekranizacji Hobbita.
W czasach historycznych wulkan wybuchał w latach: 1861, 1895, 1903, 1945, 1969, 1971, 1975, 1988, 1995, 1996, 1997 i ostatnio w 2007.